# 1736 en arts plastiques
| Années des arts plastiques : 1733 - 1734 - 1735 - 1736 - 1737 - 1738 - 1739    |
| Décennies des arts plastiques : 1700 - 1710 - 1720 - 1730 - 1740 - 1750 - 1760 |

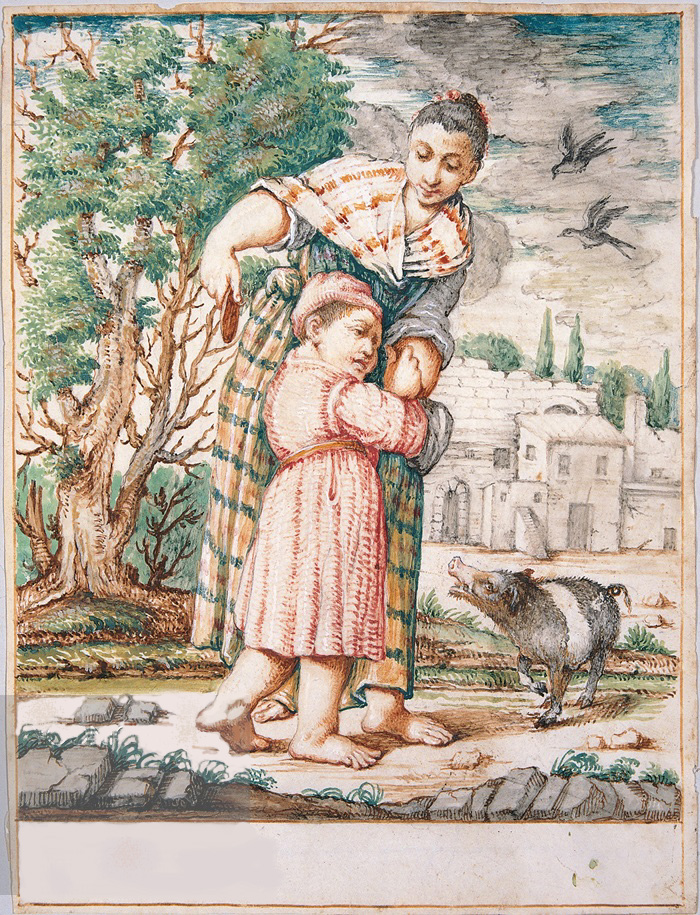
Cacasenno che viene quietato con un castagnaccio.

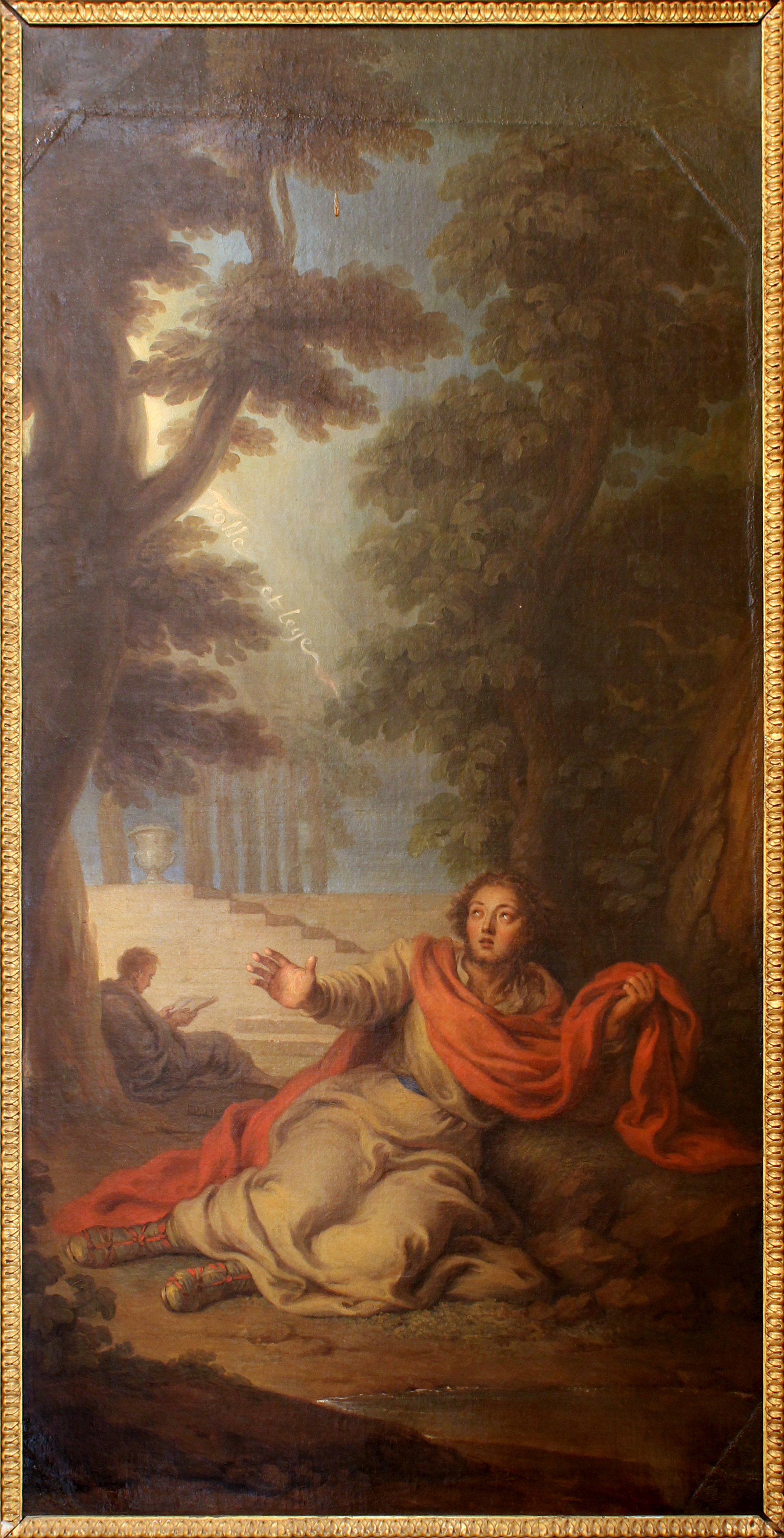
La Conversion de saint Augustin, de Charles Antoine Coypel. Tableau exécuté pour les petits cabinets de la reine Marie Lecszinska à Versailles.

Cette page concerne l'année 1736 en arts plastiques.

## Œuvres
- Cacasenno che viene quietato con un castagnaccio, aquarelle, Giuseppe Maria Crespi.
- A view of Bray de Letitia Bushe.

## Naissances
- 20 janvier : Michel-Victor Acier, sculpteur et céramiste français († 1799),
- 19 février : Simon Charles Miger, graveur français († 28 février 1820),
- 22 juin : Charles-Marie Caffieri, sculpteur français († 22 juin 1794),
- 8 août : Lorenzo Tiepolo, peintre et graveur rococo italien († 8 août 1776),
- 29 novembre : Jean-Jacques de Boissieu, dessinateur, graveur et peintre français († 1er mars 1810),
- 29 décembre : Sonsai, peintre japonais († 27 février 1802),

- vers 1736 : Richard Purcell (Philipp Corbutt, Charles Corbutt), graveur irlandais († vers 1766).

## Décès
- 2 avril : Étienne Allegrain, peintre et graveur français (° 1644),
- 3 juillet : Giuseppe Nicola Nasini, peintre baroque italien de l'école florentine décadente (° 25 janvier 1657),
- 8 juillet : Claude Jacquart, peintre lorrain (° 1686),
- 25 juillet : Jean-Baptiste Pater, peintre français (° 29 décembre 1695),
- 13 septembre : Caspar van Wittel, peintre néerlandais (° 1653),
- 17 octobre : Giacomo Francesco Cipper, peintre italien d'origine autrichienne (° vers 1664),
- 23 octobre : Tommaso Aldrovandini, peintre italien (° 21 décembre 1653),
- 5 novembre : Claude Guy Hallé, peintre français (° 17 janvier 1652),
- Date précise inconnue :
  - Niccolò Bambini, peintre baroque italien (° 1651),
  - Domenico Brandi, peintre italien (° 1683),
  - Chen Shu, peintre chinoise (° 1660).